# Assad Sabra
Assad Hassan Sabra (ur. 15 października 1976 r. w Bejrucie) – libański terrorysta, związany z Hezbollahem. Trybunał Specjalny dla Libanu wydał w 2011 r. nakaz aresztowania go wraz z Mustafą Badr ad-Dinem, Salimem Ajjaszem i Husejnem Oneissim, w związku z oskarżeniem o współudział w zamachu na byłego premiera Libanu, Rafika al-Haririego.